# Kim Chang-hee
Kim Chang-hee, född 14 februari 1921, död 18 januari 1990, var en sydkoreansk tyngdlyftare.
Han blev olympisk bronsmedaljör i 67,5-kilosklassen i tyngdlyftning vid sommarspelen 1956 i Melbourne.